# Yves Tumor
Yves Tumor, pseudonimo di Sean Bowie (...), è un musicista, cantante e produttore discografico statunitense.

## Biografia
Sebbene le origini di Yves Tumor siano incerte (si presume che fosse nato a Miami durante gli anni ottanta e non si è nemmeno sicuri che il suo vero nome sia Sean Bowie), egli affermò di essere cresciuto a Knoxville, nel Tennessee. Bowie si appassionò alla musica all'età di 17 anni sentendo l'esigenza di ribellarsi in modo creativo a "un ambiente noioso e conservatore" e imparò a suonare la batteria, il basso, la chitarra e la tastiera. Insoddisfatto della sua vita nel Tennessee, Yves Tumor si trasferì, all'età di vent'anni, a San Diego e, in un secondo momento, a Los Angeles, dove fece la conoscenza di Mykki Blanco. Nel 2012, i due artisti parteciparono assieme a una serie di tournée in Europa e Asia che perdurarono per due anni e mezzo.
Gli esordi discografici di Yves Tumor risalgono ai primi anni 2010, periodo in cui, adottando l'alias Teams, registrò musica definita "post-chillwave" da AllMusic. Le prime uscite a nome Yves Tumor furono due EP usciti per l'etichetta berlinese  di experimental club music Janus e per la Dogfood MG di proprietà di Mykki Blanco. Nel 2015, l'artista e la sua band auto-pubblicarono il loro primo album When Man Fails You, che venne nuovamente inciso per la Apothecary Compositions il 29 aprile 2016.
Nel settembre 2016, Tumor firmò un contratto con la PAN e pubblicò per essa  Serpent Music, registrato nell'arco di tre anni e inciso fra Miami, Lipsia, Los Angeles e Berlino. In una recensione di Serpent Music, il critico di Pitchfork correlò la stilistica del musicista statunitense a quella di James Ferraro e Dean Blunt dai quali l'artista americano riprenderebbe l'uso di "loop percussivi inquietanti e field recording mirati a creare uno stato d'animo che ti fa sentire in uno strano panorama urbano".
Nel settembre 2017, Tumor pubblicò una compilation gratuita intitolata Experiencing the Deposit of Faith. Una settimana dopo, fu dichiarato che l'artista avrebbe intrapreso una tournée organizzato dalla Warp Records comprendente nuovi show audiovisivi.
Dopo aver pubblicato alcuni singoli per la Warp (ovvero Noid, Licking an Orchid, una collaborazione con James K, e Lifetime, usciti rispettivamente il 24 luglio, il 29 agosto e il 3 settembre del 2018), Tumor pubblicò, senza alcun annuncio promozionale, Safe in the Hands of Love, suo primo album per l'etichetta britannica che ricevette il plauso della critica. Riferendosi al disco, Jayson Greene di Pitchfork dichiarò che "eclissa tutto ciò che l'artista ha pubblicato in diversi ordini di grandezza. Il cambiamento è così repentino da essere disorientante".
Il quarto album Heaven to a Tortured Mind, che vide la partecipazione di Justin Raisen, uscì il 3 aprile 2020 preceduto dal singolo Kerosene! con Diana Gordon, uscito il 3 marzo. Recensendo l'album per The Guardian, Alexis Petridis giudicò questa uscita l'"album della settimana" e lo definì "straordinario: sperimentale, capace di cimentarsi in qualsiasi genere e dotato di una logica interna che alimenta i cambiamenti di umore della musica".
Il 30 gennaio 2023 annuncia ufficialmente l'uscita, prevista per il 17 marzo 2023, del quinto album Praise a Lord Who Chews but Which Does Not Consume; (Or Simply, Hot Between Worlds), anticipato dai singoli God is A Circle e Echolalia, entrambi dalle sonorità post-punk, già sperimentate in alcune tracce dell'EP The Asymptotical World.

## Stile musicale
Lo stile eclettico e inquietante di Yves Tumor spazia da collage ambientali, soul a bassa fedeltà e rumorismo. Yves Tumor affermò che fra i maggiori ispiratori vi sono i Throbbing Gristle dai quali avrebbe ripreso le "vibrazioni ipnotiche in trance".

## Vita privata
Poco si sa di Yves Tumor. Pare che risieda a Berlino o a Torino e, durante un'intervista rilasciata nel 2017, dichiarò di non essere predisposto a parlare di sé al pubblico:

## Discografia

### Come Yves Tumor
Album in studio
- 2015 – When Man Fails You
- 2016 – Serpent Music
- 2018 – Safe in the Hands of Love
- 2020 – Heaven to a Tortured Mind
- 2023 – Praise a Lord Who Chews but Which Does Not Consume; (Or Simply, Hot Between Worlds)

Album live
- 2018 - Live at the Tannery

Raccolte
- 2017 - Experiencing the Deposit of Faith

EP
- 2016 - YT (III)
- 2021 - The Asymptotical World EP

Singoli
- 2014 - ✩✩✩ I.G.I.B. ✩✩✩
- 2016 - Hialeah
- 2016 - Limerence
- 2016 - Broke In (Chino Amobi Edit)
- 2017 - E. Eternal
- 2018 - Noid
- 2018 - Licking an Orchid (con James K)
- 2018 - Lifetime
- 2019 - Let All the Poisons That Lurk in the Mud Hatch Out
- 2019 - Applaud (con Hirakish, Napolian e ANTHEM)
- 2020 - Gospel for a New Century
- 2020 - Kerosene!
- 2020 - Romanticist/Dream Palette
- 2020 - Let All the Poisons That Lurk in the Mud Seep Out (con Kelsey Lu)
- 2021 - Jackie
- 2022 - God Is a Circle
- 2023 - Echolalia
- 2023 - Heaven Surrounds Us Like a Hood
- 2023 - Parody

DJ Mix
- 2016 - FADER Mix
- 2017 - NTS Radio: 26th June 2017
- 2018 - NTS Radio: 5th February 2018
- 2018 - Fight Songs: Live From Lamyland
- 2018 - NTS Radio: 29th June 2018
- 2018 - A Page of Madness - Gamelan Oneirum (SIFF 2017)
- 2020 - NTS Radio: Remote Utopias - 2nd May 2020
- 2020 - Access to Excess (NTS MIX) (02.05.20)

Demo
- 2013 - The Feeling When You Walk Away (Demo)
- 2017 - All the Love That We Have (Demo)
- 2021 - G*spel for a New Century VR 6 (Original Demo)

### Come Teams
Album in studio
- 2011 - Dxys Xff
- 2013 - Sierra City Center (Diamond Club)
- 2013 - OneWorld開発
- 2019 - Everything Was Beautiful

Album di collaborazione
- 2018 - Kwaidan (con Noah e Repeat Pattern)

Raccolte
- 2011 - Collabs
- 2012 - Rarities (2008 - 2012)

EP
- 2010 - Catch Pool
- 2010 - We Have a Room With Everything
- 2010 - Teams vs. Star Slinger (con Star Slinger)
- 2013 - Any Way Is Not My Own Nor Your Own to Judge

Singoli
- 2010 - Close to Me (feat. Star Slinger)
- 2012 - Love Distance / Glow Fam
- 2013 - OVOXO
- 2014 - I Guess We All Got Big Dreams (feat. Dynooo)
- 2021 - Short Hop

DJ Mix
- 2012 - Live in the Boiler Room
- 2012 - Hazz Mix
- 2014 - Silk Bless Radio Vol. 1

### Come Shanti
EP
- 2014 - .̶̷̲.̶̷̲.̶̷̲.̶̷̲.̶̷̲.̶̷̲

Singoli
- 2014 - Party Wit Me
- 2016 - Broke In
- 2017 - Bashful
- 2017 - Airing Me Softly

### Come Rajel Alì
DJ Mix
- 2015 - Vejas SS16 Soundtrack

### Come Bekelé Berhanu
Mixtape
- 2015 - Untitled

DJ Mix
- 2015 - Nou la
- 2015 - Nou led

### Come Alienation of Affection
EP
- 2017 - Wild at Heart

### Con i Silkbless
Album in studio
- 2013 - SB1
- 2014 - Club:GEN

Mixtape
- 2014 - And1 Mixtape Volume 1

DJ Mix
- 2014 - 2014 Asia Tour Promo

### Con The Movement Trust
Mixtape
- 2015 - Asemic Swing

EP
- 2016 - Asemic Swing

### Con I Teamm Jordann
Album in studio
- 2012 - Champion

Singoli
- 2011 - Stadium

### Con i Trump$America
Mixtape
- 2016 - TA1 (bcr riff mixtape)

### Altre apparizioni
- 2015 - Histrionic I, contenuta nella raccolta C-ORE di Mykki Blanco
- 2015 - Dajjal, contenuta nella raccolta NON Worldwide Compilation, Vol 1
- 2017 - Limerence, contenuta nella raccolta Mono no aware
- 2017 - Pressure, contenuta in Seize the Means of Production di Xquisite Nihil
- 2018 - FetalTissueTrafficking, contenuta nella raccolta NON Worldwide Compilation Trilogy Volume 3
- 2020 - Reanimator, come artista ospite in Nectar, di Joji
- 2021 - Open, come artista ospite in 036 di James K
- 2022 - Perfectly Not Close to Me, come artista ospite in <COPINGMECHANISM> di Willow Smith